# Congressos del Comitè Olímpic Internacional
Els Congressos del Comitè Olímpic Internacional o Congressos Olímpics són reunions referents al Moviment Olímpic que se celebren en períodes irregulars (en els últims temps una vegada per dècada) i que són organitzades pel Comitè Olímpic Internacional (COI).
En un Congrés Olímpic prenen part representants de totes les organitzacions que conformen el moviment olímpic: el Comitè Olímpic Internacional en si, els Comitès Olímpics Nacionals, les Federacions Internacionals Esportives, els Comitès Organitzadors de Jocs Olímpics, atletes, entrenadors, jutges i els mitjans de comunicació, així com altres participants i observadors.
En els congressos, 13 en total, es tracta sobre temes d'importància referents al moviment olímpic internacional en aquest moment, a més s'exposa, discuteix i conclou sobre el nivell i historial olímpics assolits fins a aquest llavors i la seva projecció al futur.

## Llista de Congressos Olímpics
| Num. | Any  | Ciutat      | País           | Tema |
| ---- | ---- | ----------- | -------------- | --- |
| I    | 1894 | París       | França         | Restabliment dels Jocs Olímpics |
| II   | 1897 | Le Havre    | França         | Higiene i pedagogia esportives |
| III  | 1905 | Brussel·les | Bèlgica        | Educació física i esportiva |
| IV   | 1906 | París       | França         | Art, literatura i esport |
| V    | 1913 | Lausana     | Suïssa         | Psicologia i fisiologia esportiva |
| VI   | 1914 | París       | França         | Reglamentació olímpica |
| VII  | 1921 | Lausana     | Suïssa         | Reglamentació olímpica |
| VIII | 1925 | Praga       | Txecoslovàquia | Pedagogia esportiva – Reglamentació olímpica                                                                                                |
| IX   | 1930 | Berlín      | Alemanya       | Reglamentació olímpica |
| X    | 1973 | Varna       | Bulgària       | Esport per un món en pau - El Moviment Olímpic i el seu futur                                                                               |
| XI   | 1981 | Baden-Baden | RFA            | Units per i per a l'esport El futur dels Jocs Olímpics - Cooperació internacional - El Moviment Olímpic futur                               |
| XII  | 1994 | París       | França         | Congrés Olímpic Centenari, Congrés de la Unitat La contribució del Moviment Olímpic a la societat moderna - Esport i mitjans de comunicació |
| XIII | 2009 | Copenhaguen | Dinamarca      | El Moviment Olímpic en la Societat |